# Skalnica (Beskid Mały)
Skalnica (412 m n.p.m.) – porośnięty lasem szczyt w północno-wschodniej części Beskidu Andrychowskiego (Beskid Mały). Jego stoki opadają: południowe i wschodnie – ku wsi Koziniec, zaś północne – ku wsi Ponikiew oraz dolinie potoku Ponikiewka.
Nazwa jest pochodzenia ludowego, została zatwierdzona przez Komisję Nazewnictwa Geograficznego i znajduje się w państwowym rejestrze nazw geograficznych. Oprócz niej miejscowa ludność używała także nazwy Skalny Groń. Jest porośnięta lasem, ale na dolnej części jej południowego stoku są pola uprawne wsi Koziniec, duża ich część już nie jest użytkowana i stopniowo zarasta lasem. Przez Skalnicę prowadzi żółty szlak turystyczny. Na jej szczycie jest wypłaszczenie porośnięte świetlistym lasem sosnowo-dębowym.
Szlaki turystyczne
 Schronisko PTTK Leskowiec – Magurka (Ponikiewska) – Skalnica – Gorzeń Górny-Czartak (przyst. aut.)